# بول مولديرس
بول مولديرس (بالهولندية: Paul Mulders)‏ (16 يناير 1981 أمستردام هولندا - ) هو لاعب كرة قدم هولندي، يلعب كلاعب وسط.

## وصلات خارجية
بول مولديرس على موقع الاتحاد الدولي (مؤرشف)  (الإنجليزية)
- بول مولديرس على موقع الاتحاد الأوربي (الإنجليزية)
- بول مولديرس على موقع قاعدة بيانات كرة القدم.إي يو (الإنجليزية)
- بول مولديرس على موقع ناشيونال فوتبول تيمز (الإنجليزية)
- بول مولديرس على موقع Soccerbase.com (لاعب) (الإنجليزية)
- بول مولديرس على موقع Soccerway.com (الإنجليزية)